# Air Car

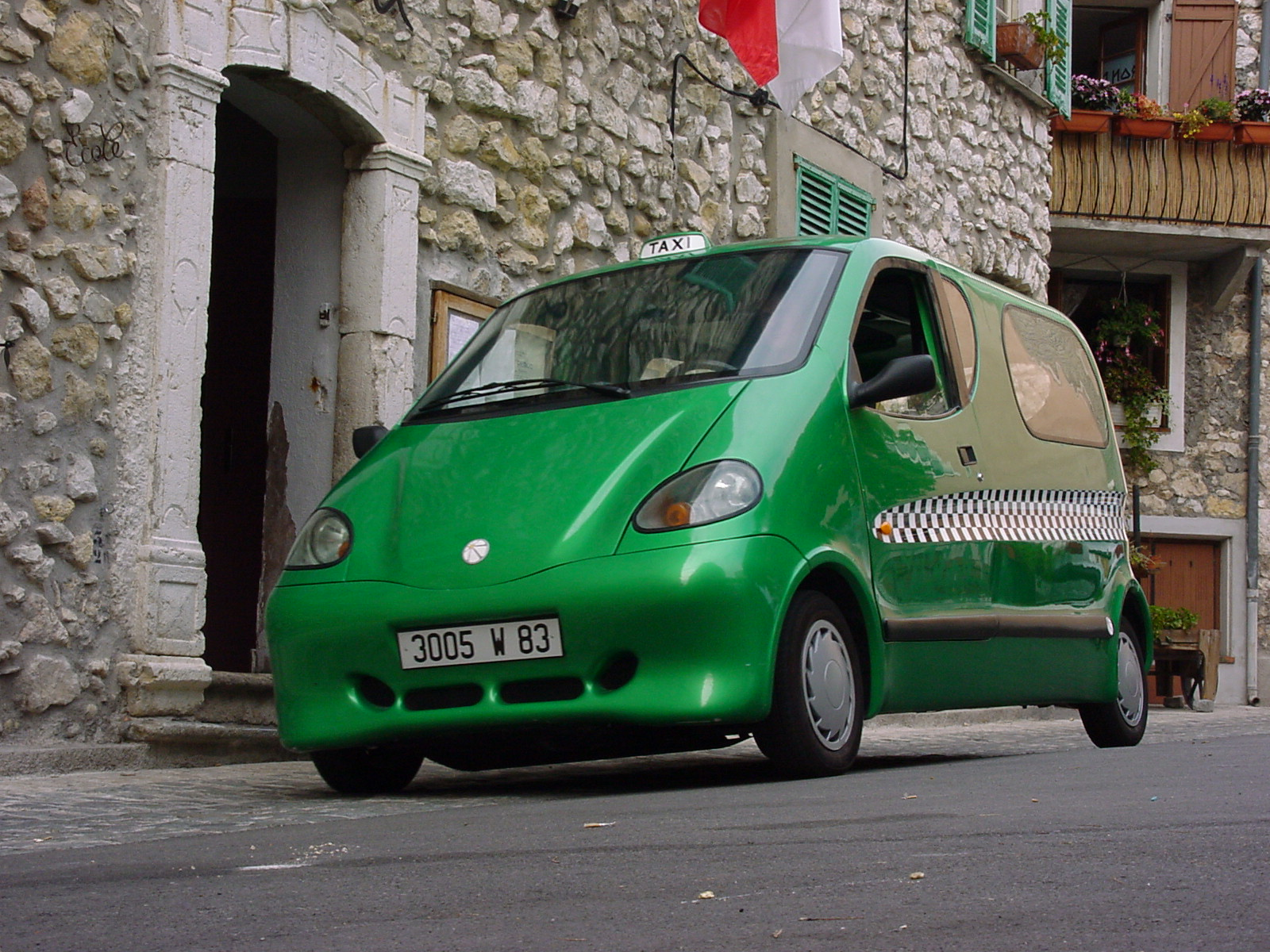
Tata/MDI CAT, een Air Car

De Air Car is een auto die rijdt op samengeperste lucht, ontwikkeld door Moteur Developpement International (MDI), een bedrijf gesticht door de Franse uitvinder-ingenieur Guy Nègre. MDI heeft zijn kantoren in Luxemburg en een fabriek in Carros, nabij Nice.
MDI startte de ontwikkeling van de luchtauto in 1991. Tot die tijd was Guy Nègre actief als ingenieur in de wereld van de Formule 1.
De afgelopen jaren werd de persluchtauto al een paar keer aangekondigd. In 2007 volgde dan de grote doorbraak. Tata Motors, een van India's grootste autobouwers, kocht de licentie voor India voor het gebruik van de persluchtmotortechnologie van MDI. Dit gaf MDI de middelen om de ontwikkeling voort te zetten.
MDI zal verschillende modellen van de persluchtwagen op de markt brengen in Frankrijk en elders.  MDI werkt via verkoop van licentie voor het bouwen van plaatselijke fabrieken per land. Deze fabrieken zijn een soort bouwpakket ("turn-key" = sleutel-op-de-deur), ze zijn allemaal gelijk. Een typische fabriek levert 4000 voertuigen per jaar af, of 8000 als er in twee ploegen gewerkt wordt.
Voor 2013 wordt productie van het eerste model, de kleine Airpod, verwacht in Frankrijk (Nice) en in Sardinië. Voor de Benelux zijn nog geen concrete plannen bekendgemaakt.

## Technologie
De Air Car wordt aangedreven door een motor op samengeperste lucht. Deze lucht wordt met behulp van een compressor onder een druk van 248 bar opgeslagen in speciaal ontwikkelde tanks uit zeer sterke maar lichte koolstofvezels, die in de breedte op de bodem liggen. De injectie van de motor gelijkt op die van een gewone zuigermotor. Een dubbel krukmechanisme zorgt ervoor dat de zuiger zo lang mogelijk in het bovenste dode punt (BDP) wordt gehouden. De motor kan dan ook bij een hoger toerental goed vollopen met druklucht. Zo kan de zuiger van de Air Car motor gedurende 70 krukasgraden in het BDP gehouden worden. De motor is van aluminium en zeer licht: aangezien er geen ontploffing is warmt hij ook nauwelijks op.
De basisversies hebben een motor die maakt dat ze enkel en alleen op samengeperste lucht rijden. Deze hebben, afhankelijk van de manier waarop de gebruikte elektriciteit om de lucht op druk te brengen is opgewekt, geen CO2-emissie. De Airpod heeft een actieradius van 130 à 150 km en een maximumsnelheid van 80 km/h. Het zijn dus niet-vervuilende stadauto's. De AirOne heeft een bereik van om en bij de 200 km.
De andere versies zullen een verwarmingselement krijgen dat ervoor zal zorgen dat de samengeperste lucht verwarmd in de motor wordt geïnjecteerd. Dit opwarmingsmechanisme zal automatisch aanschakelen als de auto het stadsverkeer verlaat en sneller dan 50 km/h rijdt. Verwarmde lucht resulteert in een hoger vermogen en dus een grotere actieradius en hogere snelheden. MDI claimt dat een wagen dan zijn actieradius kan verdrievoudigen. Zo zal de Airpod 400 km ver kunnen rijden met een halve liter/100 km benzine.
Alle MDI-auto's hebben een chassis van aluminium buizen, die aan elkaar gekleefd zijn, niet gelast. Ze hebben een koetswerk van polyester gevuld met isolatieschuim, wat ze heel licht en toch stevig maakt. Het stuur staat in het midden, en aan beide zijden van de chauffeur is een passagiersstoel. Uit de uitlaat komt gefilterde lucht van −20 °C, want expanderende lucht koelt af. Die lucht kan hergebruikt worden als airconditioning.
Samengeperste lucht zal gewoon via het stopcontact kunnen 'getankt' worden via de alternatormotor aan boord, die in omgekeerde modus als compressor werkt. Een laadbeurt zou 4 (32 ampère) of 7:30 (16 ampère) uur duren en neerkomen op een kostprijs van enkele euro's per tankbeurt. Vullen kan eveneens met speciale persluchtvoorraden in 3 minuten. Deze zouden dan in tankstations of op parkings van supermarkten beschikbaar zijn.